# Cornelis Hendrik Edelman
Cornelis Hendrik (Kees) Edelman (Rotterdam, 29 januari 1903 - Wageningen, 15 mei 1964) was een Nederlands hoogleraar in de mineralogie, petrologie, geologie en agrogeologie. Hij was oprichter van de Stichting voor Bodemkartering en rector magnificus van de Landbouwhogeschool in Wageningen. Edelmans promovendus Willem Oosting en zijn tweede echtgenote Alida Edelman-Vlam zijn de grondleggers van de historische geografie in Wageningen.
Edelman ontwikkelde het karteren van de bodem met behulp van profielkuilen en boringen toen hij tijdens de Tweede Wereldoorlog in de Bommelerwaard zat ondergedoken met enkele Wageningse studenten.

## Edelmanboor
De naam Edelman is verbonden aan het gebruik van de grondboor in de bodemkartering. Edelman kwam op het idee om een boor te gebruiken voor zijn grondonderzoek, toen hij in Lathum een boer met een boor paalgaten zag boren. Verwezen naar een plaatselijke smid genaamd J.A. Eijkelkamp, liet Edelman daar zijn eerste grondboren vervaardigen. Deze plaatselijke smid is op termijn verder gegaan onder de naam Royal Eijkelkamp. Er waren eerder al wel grondgutsen in gebruik, maar die waren voor de meeste grondsoorten onbruikbaar of niet praktisch. De tegenwoordig in de bodemkunde wereldwijd veel gebruikte grondboor, met een doorsnede van 7 cm, wordt algemeen Edelmanboor genoemd. De lengte van de Edelmanboor is 1,20 m, volgens een van zijn studenten omdat de boor dan achterin een Volkswagen Kever paste. Een variant van de boor kan worden verlengd door middel van losse verlengstukken met schroefdraad of bajonetsluiting.

## Promovendi
Edelman begeleidde 32 promovendi. Een selectie, met het promotiejaar:
- F.A. van Baren (1934)
- Willem Oosting (1936)
- Jan van Doormaal SVD (1945)
- A.P.A. Vink (1949)
- Pieter Buringh (1951)
- Jaap Schelling (1952)
- Leendert Japhet Pons (1957)
- Ies Zonneveld (1960)

- Biografisch Portaal: 16988495
- Digitale Bibliotheek voor de Nederlandse Letteren: edel002
- Gemeinsame Normdatei: 116354437
- International Standard Name Identifier: 0000 0001 1862 5699
- Library of Congress Control Number: no2019121435
- Nederlandse Thesaurus van Auteursnamen: 068368151
- Système universitaire de documentation: 130537187
- Virtual International Authority File: 92445354